# Oleg Okoelov
Oleg Germanovitsj Okoelov (Russisch: Олег Германович Окулов) (Borodinskoe, Oblast Leningrad, 9 mei 1966) is een voormalig professionele basketbalcoach voor verschillende teams in Rusland. Hij werd Geëerde Coach van Rusland.

## Carrière
Okoelov begon zijn carrière in 2005 bij Spartak Sint-Petersburg 2. In 2006 werd hij hoofdcoach bij Spartak Sint-Petersburg. In 2008 verhuisde hij over naar Liepājas Lauvas in Letland. In 2009 verhuisde Okoelov naar Severstal Tsjerepovets in Rusland. Na twee jaar werd hij hoofdcoach van Oeral Jekaterinenburg. Met dit team werd hij twee keer Landskampioen van Rusland (divisie B), in 2012 en 2013. In 2015 werd hij hoofdcoach van Jenisej Krasnojarsk. In 2019 ging hij werken bij Roena Basket Moskou.

## Erelijst
- Landskampioen Rusland: 2 (divisie B)
  - Winnaar: 2012, 2013